# Silvanus planatus
Silvanus planatus là một loài bọ cánh cứng trong họ Silvanidae. Loài này được Germar miêu tả khoa học năm 1824.